# Wólka (powiat olsztyński)
Wólka (niem. Ottenburg) – osada w Polsce położona w województwie warmińsko-mazurskim, w powiecie olsztyńskim, w gminie Kolno.
W latach 1975–1998 miejscowość administracyjnie należała do województwa olsztyńskiego.